# Tourne-case
Le tourne-case est un jeu de tables.

## Matériel
Comme tous les jeux de tables, le tourne-case nécessite un tablier, plateau constitué de deux rangées de douze cases en forme de triangles, des pions appelés dames pour chaque joueur, ainsi que deux dés classiques à six faces.

## Principe
Les joueurs font progresser leurs dames en parallèle, chacun d'un côté du tablier, pour les mener sur la dernière case et remporter ainsi la partie.
Une originalité du jeu tient au fait que l'on doive lancer deux dés, mais que l'on ne joue que le plus faible. Ainsi, les probabilités sont altérées : sur les 36 chances possibles, il y en a 11 pour l'as, 9 pour le deux, 7 pour le trois, 5 pour le quatre, 3 pour le cinq et seulement une pour le six.

## Règles du jeu
Chaque joueur dispose de trois dames, posées en dehors du tablier. Chacun à son tour, les joueurs lancent deux dés et avancent une dame de leur côté d'un nombre de cases égal au plus petit des deux dés. Les déplacements sont soumis aux conditions suivantes :
1. Deux dames ne peuvent se trouver sur la même case.
2. Une dame ne peut passer par-dessus une autre.
3. Si une dame arrive sur une case située en vis-à-vis d'une dame adverse, cette dernière est battue, c'est-à-dire renvoyée hors du tablier, à sa position de départ.
4. Une dame ne peut dépasser la dernière case : il faut l'atteindre par le nombre exact de points aux dés.

Il est obligatoire de jouer si cela est possible, mais il peut arriver qu'aucun déplacement ne puisse être effectué, auquel cas la main passe à l'adversaire.
Une dame située sur la dernière case ne peut être battue. La dernière case est la seule où peuvent se trouver simultanément plusieurs dames. Le vainqueur est le premier à amener ses trois dames sur la dernière case.